# Seth Gordon
Seth Lewis Gordon, född 15 juli 1976 i Evanston i Illinois, är en amerikansk filmregissör, producent, manusförfattare och filmklippare. Han har bland annat regisserat King of Kong (2007), Borta bäst, hemma värst (2008), Horrible Bosses (2011), Identity Thief (2013) och Baywatch (2017). Han har också regisserat ett flertal avsnitt till TV-serier som The Office, Parks and Recreation, Modern Family, Atypical och For All Mankind.

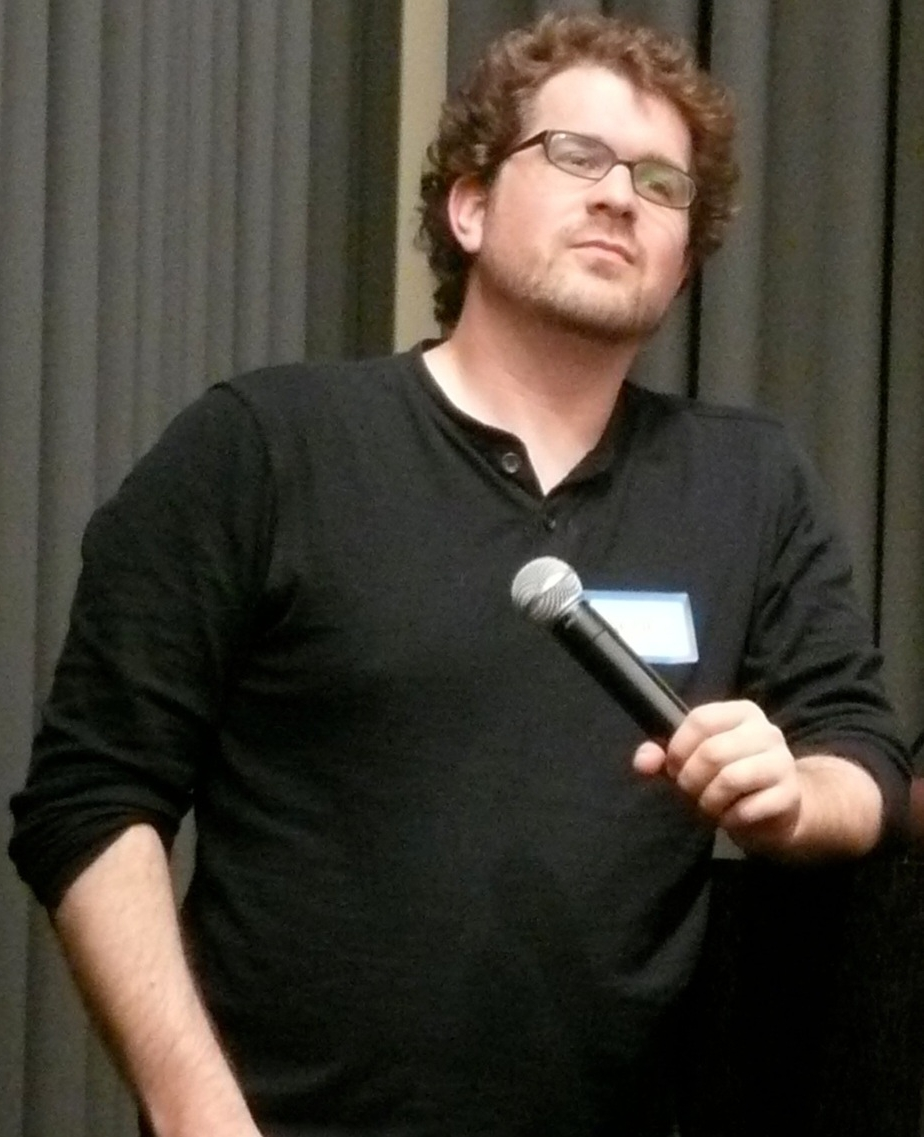
Seth Gordon under en privatvisning, den 20 juli 2011.

## Filmografi (i urval)

### Filmer
- 2005 – Cry Wolf
- 2005 – New York Doll (dokumentärfilm)
- 2007 – King of Kong (dokumentärfilm)
- 2008 – Borta bäst, hemma värst
- 2010 – Freakonomics (dokumentärfilm)
- 2011 – Horrible Bosses
- 2013 – Identity Thief
- 2014 – Mitt (dokumentärfilm)
- 2014 – Print the Legend (dokumentärfilm)
- 2015 – Pixels
- 2017 – Baywatch
- 2017 – Served Like a Girl (dokumentärfilm)
- 2022 – The Lost City
- 2025 – Back in Action

### TV-serier
- 2009 – Community (TV-serie)
- 2009–2010 – The Office (TV-serie)
- 2009–2010 – Parks and Recreation (TV-serie)
- 2010 – Modern Family (TV-serie)
- 2013–2017 – The Goldbergs (TV-serie)
- 2014–2015 – Marry Me (TV-serie)
- 2017 – Atypical (TV-serie)
- 2017 – The Good Doctor (TV-serie)
- 2017 – Sneaky Pete (TV-serie)
- 2019 – For All Mankind (TV-serie)
- 2020 – Lincoln Rhyme: Hunt for the Bone Collector (TV-serie)
- 2023 – The Night Agent (TV-serie)